# Felix Nmecha
Felix Kalu Nmecha (nascut el 10 d'octubre de 2000) és un futbolista alemany que juga com a migcampista al Borussia Dortmund de la Bundesliga i a la selecció alemanya.

## Carrera de club

### Manchester City
Nmecha va debutar al Manchester City al partit de tornada de la semifinal de la Copa EFL contra el Burton Albion, substituint Oleksandr Zíntxenko al minut 67, en què el Manchester City va guanyar el partit per 1-0. Nmecha va marcar el gol de la victòria a la final de la Copa de la Premier League sub-18 el 19 de març de 2019 contra el Middlesbrough sub-18. El 3 de novembre de 2020, Nmecha va donar una assistència a João Cancelo en el seu debut a la Lliga de Campions amb el City com a substitut de Kevin De Bruyne en una victòria a casa per 3-0 contra l'Olympiacos a la fase de grups. Nmecha va ser alliberat per City al final del seu contracte el 30 de juny de 2021.

### Wolfsburg
Nmecha va fitxar pel VfL Wolfsburg després de deixar el Manchester City, poc després que el seu germà Lukas fes el mateix moviment. En les seves dues temporades al club, va jugar 50 partits competitius, inclosos dos de la Lliga de Campions durant la temporada 2021-22, i va marcar tres gols durant la seva segona temporada a la Bundesliga, en què va marcar un doblet contra el Bochum en una victòria per 4-0.

### Borussia Dortmund
El 3 de juliol de 2023, Nmecha va signar pel Borussia Dortmund amb un contracte de cinc anys. El seu trasllat va ser controvertit per als seguidors de Dortmund a la signatura a causa dels comentaris i les publicacions a les xarxes socials fetes en el passat per Nmecha que es consideraven homòfobs i transfòbics. El 25 d'octubre de 2023, va marcar el seu primer gol amb el Dortmund en una victòria per 1-0 fora de casa contra el Newcastle United al St James' Park a la Lliga de Campions, que també va ser el seu primer gol a la competició.

## Carrera internacional
Nmecha ha representat tant Alemanya com Anglaterra a nivell internacional juvenil.
El 17 de març de 2023 va rebre la seva primera convocatòria oficial a la selecció alemanya sènior per als amistosos contra Perú i Bèlgica.

## Vida personal
Fill de mare alemanya i de pare nigerià igbo, Nmecha i el seu germà gran Lukas van néixer a Hamburg, però es van traslladar a Anglaterra amb la seva família el 2007. Després de perfeccionar les seves habilitats al barri d'Altona d'Hamburg, el canvi a Manchester va cridar l'atenció del jove Nmechas al Manchester City de la Premier League. Tots dos es van incorporar a l'acadèmia del club.
Nmecha és cristià. Ha dit: "Cada cop que vaig al camp, no es tracta de mi, sinó de glorificar Déu".

## Palmarès
Borussia Dortmund
- Subcampió de la UEFA Champions League: 2023–24[19]